# A New Day: Live in Las Vegas
Albums de Céline Dion
Une fille et quatre types
(2003) Miracle
(2004)
Singles
1. You and I
Sortie : 17 mai 2004

A New Day : Live In Las Vegas est un album live de Céline Dion sorti en 2004, enregistré au Colosseum du Caesars Palace à Las Vegas, une salle construite spécialement pour la résidence de la chanteuse canadienne.

## Liste des morceaux
| No  | Titre                                                                          | Durée |
| --- | ------------------------------------------------------------------------------ | ----- |
| 1.  | Nature Boy                                                                     |       |
| 2.  | It's All Coming Back To Me Now                                                 |       |
| 3.  | Because You Loved Me                                                           |       |
| 4.  | I'm Alive                                                                      |       |
| 5.  | If I Could                                                                     |       |
| 6.  | At Last                                                                        |       |
| 7.  | Fever                                                                          |       |
| 8.  | I've Got The World On A String                                                 |       |
| 9.  | Je T'Aime Encore (English)                                                     |       |
| 10. | I Wish                                                                         |       |
| 11. | I Drove All Night                                                              |       |
| 12. | My Heart Will Go On                                                            |       |
| 13. | What a Wonderful World                                                         |       |
| 14. | You And I (enregistrement studio)                                              |       |
| 15. | Ain't Gonna Look The Other Way (enregistrement studio)                         |       |
| 16. | Contre Nature (enregistrement studio - seulement sur l'édition limitée CD+DVD) |       |

## Classements et certifications
| Pays              | Meilleure position | Certification | Vente   |
| ----------------- | ------------------ | ------------- | ------- |
| Allemagne         | 20                 |               |         |
| Australie         | 69                 |               |         |
| Autriche          | 21                 |               |         |
| Belgique Flandres | 7                  |               |         |
| Belgique Wallonie | 4                  |               |         |
| Canada            | 2                  |               | 50 000  |
| Danemark          | 32                 |               |         |
| États-Unis        | 10                 | Or            | 500 000 |
| Finlande          | 13                 |               |         |
| France            | 9                  |               | 50 000  |
| Grèce             | 1                  | Or            | 30 000  |
| Hongrie           | 86                 |               |         |
| Italie            | 30                 |               | 25 000  |
| Pays-Bas          | 12                 |               |         |
| Portugal          | 19                 |               |         |
| Espagne           | 58                 |               |         |
| Royaume-Uni       | 22                 | Argent        | 60 000  |
| Suisse            | 13                 |               |         |